# Polregio

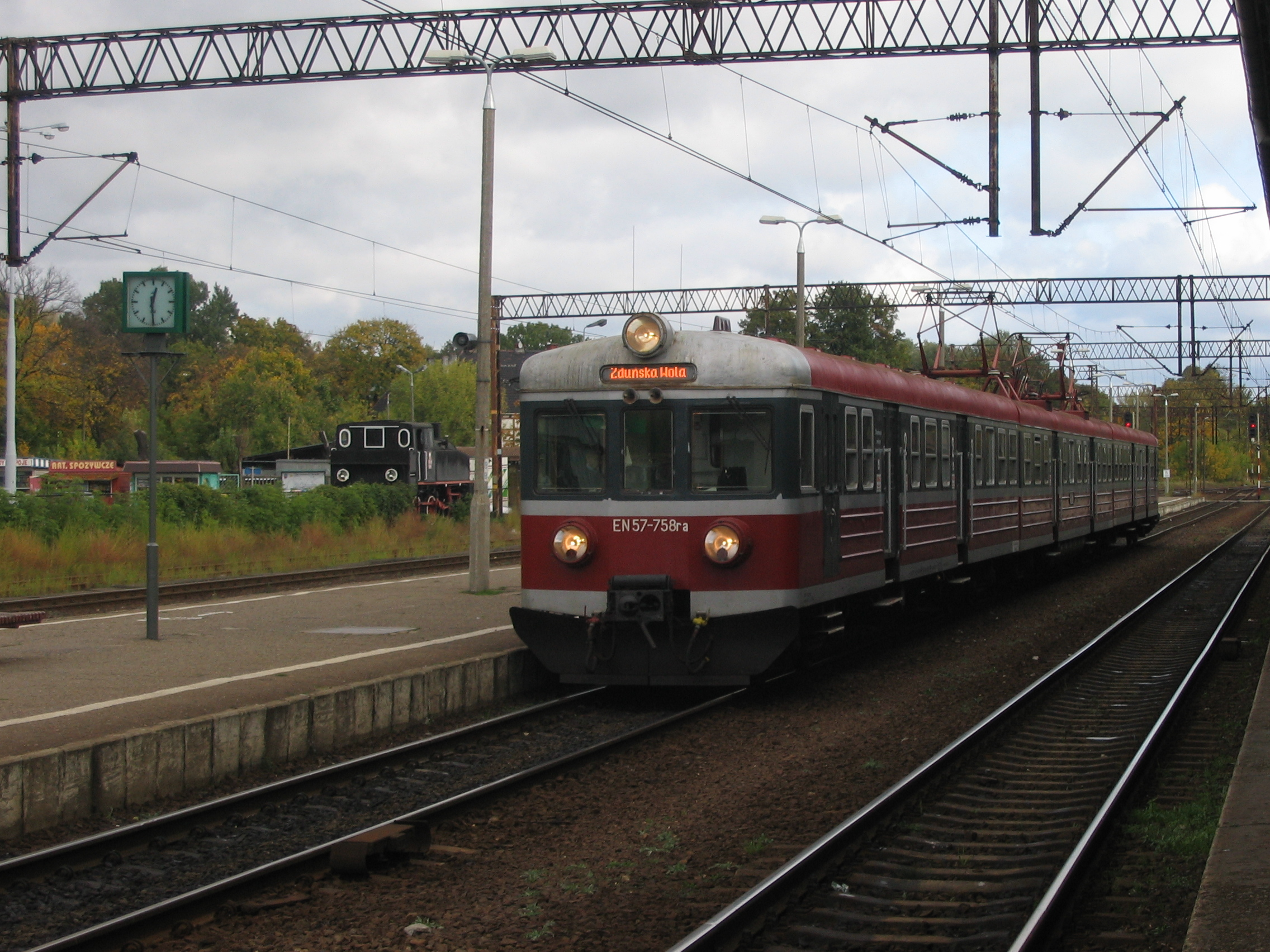
Стандартний електропоїзд EN57, що належить Регіональному Перевізнику

Регіональні перевезення (пол. Przewozy Regionalne), також POLREGIO, раніше ПКП Регіональні перевезення (пол. PKP Przewozy Regionalne), — залізничний оператор у Польщі, що відповідає за регіональні та міжрегіональні перевезення пасажирів. Кожен день він обслуговує приблизно 3 000 регіональних поїздів. У 2002 році перевезли 215 млн пасажирів.
Компанію заснували після поділу Польської національної залізниці (Polskie Koleje Państwowe) на декілька компаній, що відповідають вимогам Європейського Союзу.

## Категорії поїздів

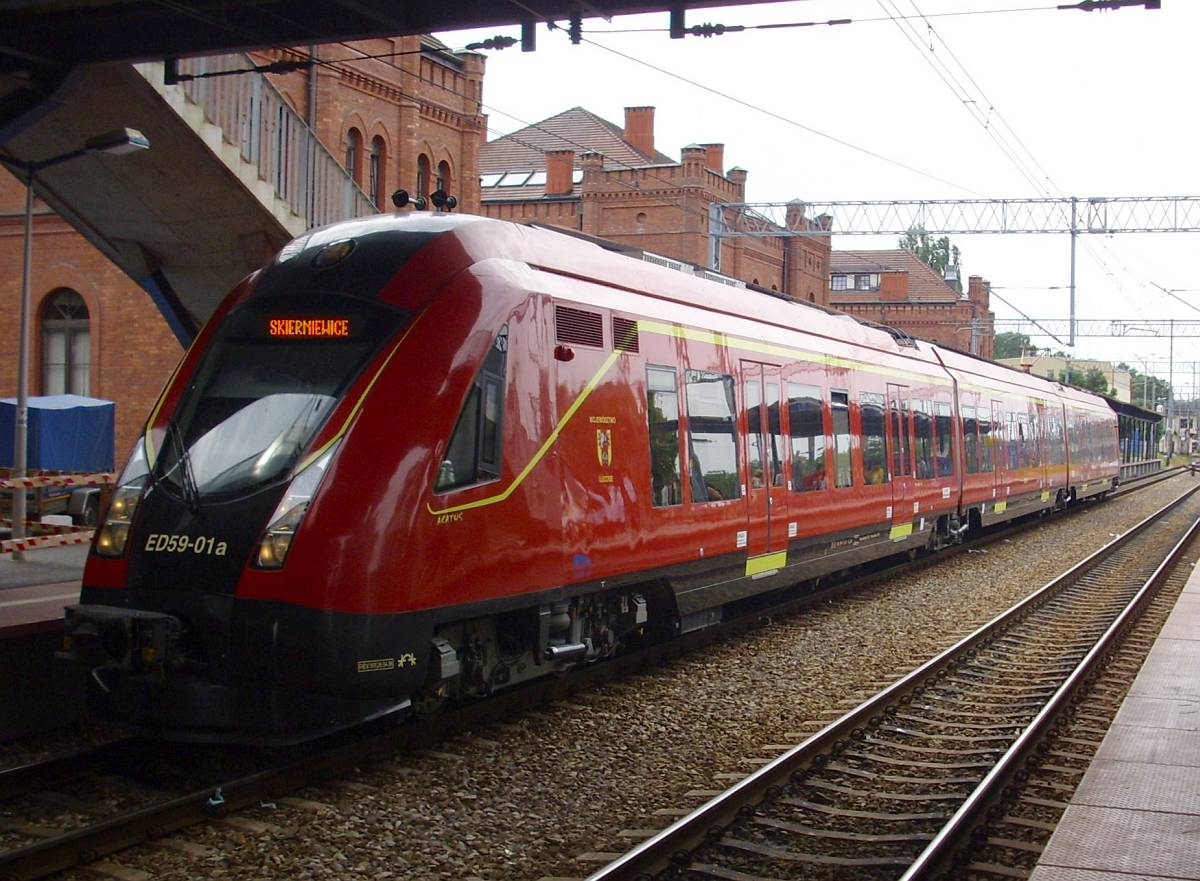
ED59 в м. Скерневиці. Цей підрозділ наразі обслуговує поїзди InterRegio між Варшавою та Лодзем

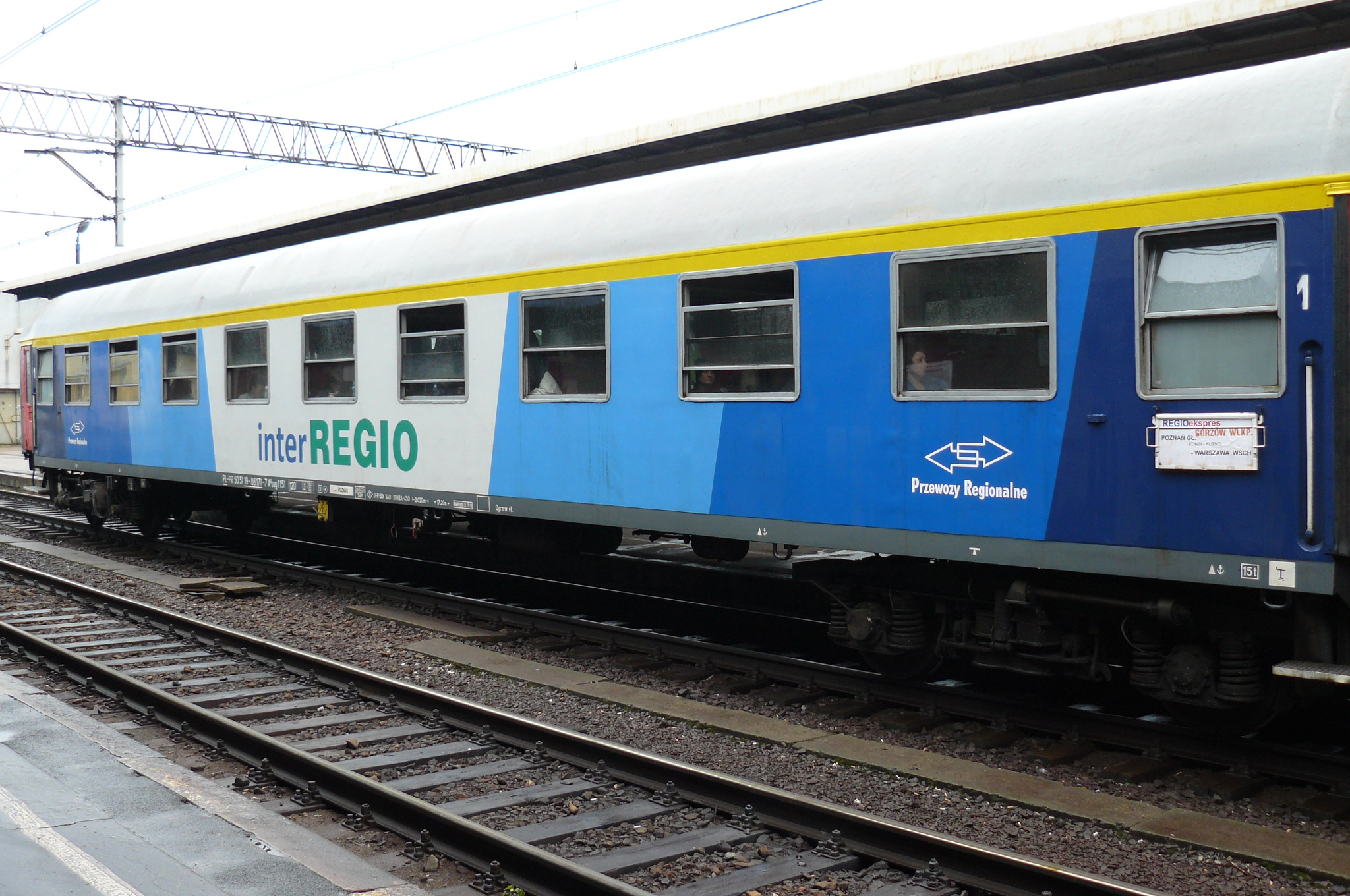
Стандартний поїзд InterRegio

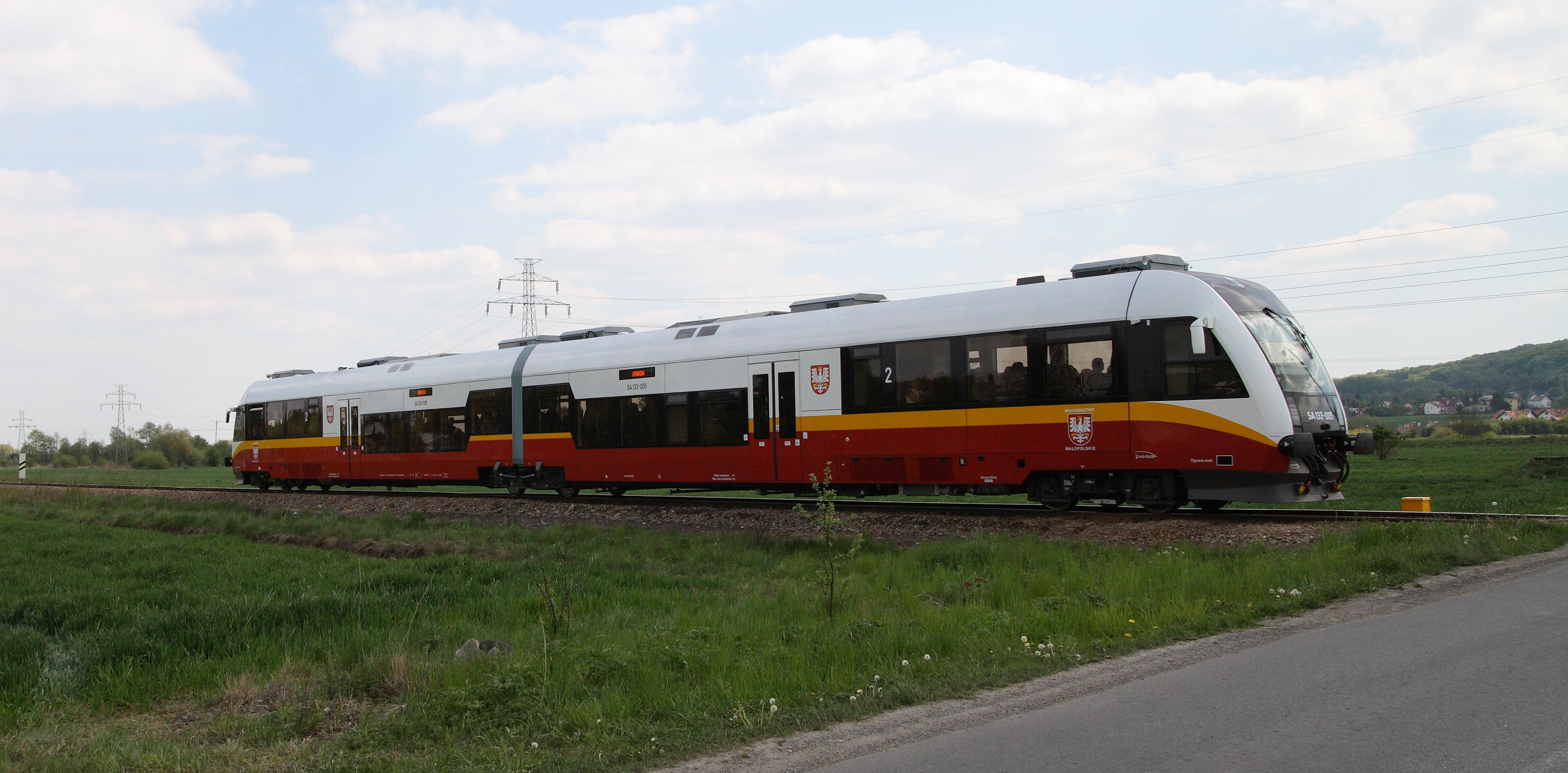
SA133 Balice Ekspres рухається до Міжнародного аеропорту Кракова

REGIO (R)Місцевий пасажирський поїзд, тільки другий клас, зупиняється (як правило) на всіх станціях
REGIOplusНапівшвидкісний місцевий пасажирський поїзд, тільки другий клас, зупиняється на обмеженій кількості станцій, така ж вартість квитка, як у Regio
interREGIO (IR)недорогий міжрегіональний швидкий поїзд, тільки другий клас, зупиняється тільки на середніх і великих станціях; з 1 вересня 2015 року лише за маршрутами Лодзь — Варшава та Елк — Гродно (Білорусь), завдяки економіці та реструктуризації компанії.
REGIOekspres (RE)швидкісні поїзди на міжнародних маршрутах; зупинятися лише на великих станціях; 1-й і 2-й класи, вищі стандарти, ніж IR; нині тільки на маршрутах: Дрезден-Головний — Вроцлав-Головний та Франкфурт-на-Одері-Познань (обидва експлуатує DB Regio на німецькій частині маршруту як Regional-Express)
Також існує спеціальна послуга на поїзді «Balice Ekspres», яка з'єднує Міжнародний аеропорт імені Яна Павла II з Головним залізничним вокзалом Кракова зі своїм тарифом.
Для внутрішніх маршрутів поїзди IR та RE мають такий самий тариф для 2-го класу (тобто ви можете сісти у поїзд RE за допомогою IR-квитка і навпаки). За винятком обох вищезгаданих поїздів «RegioEkspres», у жодному з регіональних поїздів Регіонального немає застережень.
До 1 грудня 2008 року компанія також використовувала інші 300 міжрегіональних і міжнародних швидкісних поїздів, але за рішенням уряду міжрегіональні та міжнародні швидкісні поїзди були передані його тодішній сестринській компанії PKP Intercity S.A. і переобладнано.

## Діяльність
До 22 грудня 2008 р. Регіональний Перевізник був дочірньою компанією PKP Group, після якої всі його акції були передані 16 регіональним урядам. Таким чином, компанія більше не входить до PKP Group, а на міжрегіональних маршрутах її потяги «InterRegio» конкурують з поїздами PKP Intercity TLK.
8 грудня 2009 року він нарешті змінив свою назву з PKP Регіональні перевезення на Регіональні перевезення, а в січні 2017 року компанія почала використовувати фірмову назву POLREGIO для своїх послуг.
| Воєводство           | Кількість відділень | Відсоток відділень | Розташування дирекції |
| -------------------- | ------------------- | ------------------ | --------------------- |
| Великопольське       | 123,243             | 9.7 %              | Познань               |
| Куявсько-Поморське   | 73,691              | 5.8 %              | Бидгощ                |
| Малопольське         | 81,315              | 6.4 %              | Краків                |
| Лодзинське           | 72,421              | 5.7 %              | Лодзь                 |
| Нижньосілезьке       | 92,750              | 7.3 %              | Вроцлав               |
| Люблінське           | 69,880              | 5.5 %              | Люблін                |
| Любуське             | 45,739              | 3.6 %              | Зелена Гура           |
| Мазовецьке           | 171,523             | 13.5 %             | Варшава               |
| Опольське            | 43,198              | 3.4 %              | Ополе                 |
| Підляське            | 48,281              | 3.8 %              | Білосток              |
| Поморське            | 90,208              | 7.1 %              | Гдиня                 |
| Сілезьке             | 116,890             | 9.2 %              | Катовиці              |
| Підкарпатське        | 62,257              | 4.9 %              | Ряшів                 |
| Свентокшиське        | 38,116              | 3.0 %              | Кельці                |
| Вармінсько-Мазурське | 67,339              | 5.3 %              | Ольштин               |
| Західнопоморське     | 73,691              | 5.8 %              | Щецин                 |

## Транспортні засоби

### Електричні тягові агрегати
(станом на 8 квітня 2018)
| Клас     | Кількість вагонів | Максимальна швидкість | Виробник | Модернізатор          | Кількість |
| -------- | ----------------- | --------------------- | -------- | --------------------- | --------- |
| EN57     | 3                 | 110 км/год            | Pafawag  |                       | 376       |
| EN57spot | 3                 | 110 км/год            | Pafawag  | Pesa, ZNTK MM i Newag | 75        |
| EN57AL   | 3                 | 120 км/год            | Pafawag  | ZNTK Mińsk Mazowiecki | 66        |
| EN57ALc  | 3                 | 120 км/год            | Pafawag  | ZNTK Mińsk Mazowiecki | 13        |
| EN57ALd  | 3                 | 120 км/год            | Pafawag  | ZNTK Mińsk Mazowiecki | 16        |
| EN57AKM  | 3                 | 120 км/год            | Pafawag  | ZNTK Mińsk Mazowiecki | 3         |
| EN57AKŁ  | 3                 | 120 км/год            | Pafawag  | Newag                 | 4         |
| EN57AP   | 3                 | 120 км/год            | Pafawag  | Newag                 | 4         |
| EN57FPS  | 3                 | 120 км/год            | Pafawag  | HCP FPS               | 15        |
| EN71     | 4                 | 110 км/год            | Pafawag  |                       | 29        |
| ED72     | 4                 | 110 км/год            | Pafawag  |                       | 15        |
| ED72A    | 4                 | 110 км/год            | Pafawag  | ZNTK Mińsk Mazowiecki | 4         |
| ED72A    | 4                 | 120 км/год            | Pafawag  | ZNTK Mińsk Mazowiecki | 2         |
| ED73     | 4                 | 120 км/год            | Pafawag  |                       | 1         |
| ED59     | 3                 | 140 км/год            | Pesa     |                       | 1         |
| EN62     | 3                 | 160 км/год            | Pesa     |                       | 1         |
| EN62A    | 3                 | 160 км/год            | Pesa     |                       | 3         |
| EN64     | 3                 | 160 км/год            | Pesa     |                       | 5         |
| EN76     | 4                 | 160 км/год            | Pesa     |                       | 6         |
| EN81     | 1                 | 120 км/год            | Pesa     |                       | 4         |
| EN96     | 2                 | 160 км/год            | Pesa     |                       | 4         |
| EN99     | 2                 | 160 км/год            | Pesa     |                       | 4         |
| EN61     | 3                 | 110 км/год            | Newag    |                       | 1         |
| EN63     | 3                 | 160 км/год            | Newag    |                       | 1         |
| EN63A    | 3                 | 160 км/год            | Newag    |                       | 33        |
| ED78     | 4                 | 160 км/год            | Newag    |                       | 26        |
| EN98     | 2                 | 160 км/год            | Newag    |                       | 3         |
| Всього   | Всього            | Всього                | Всього   | Всього                | 715       |

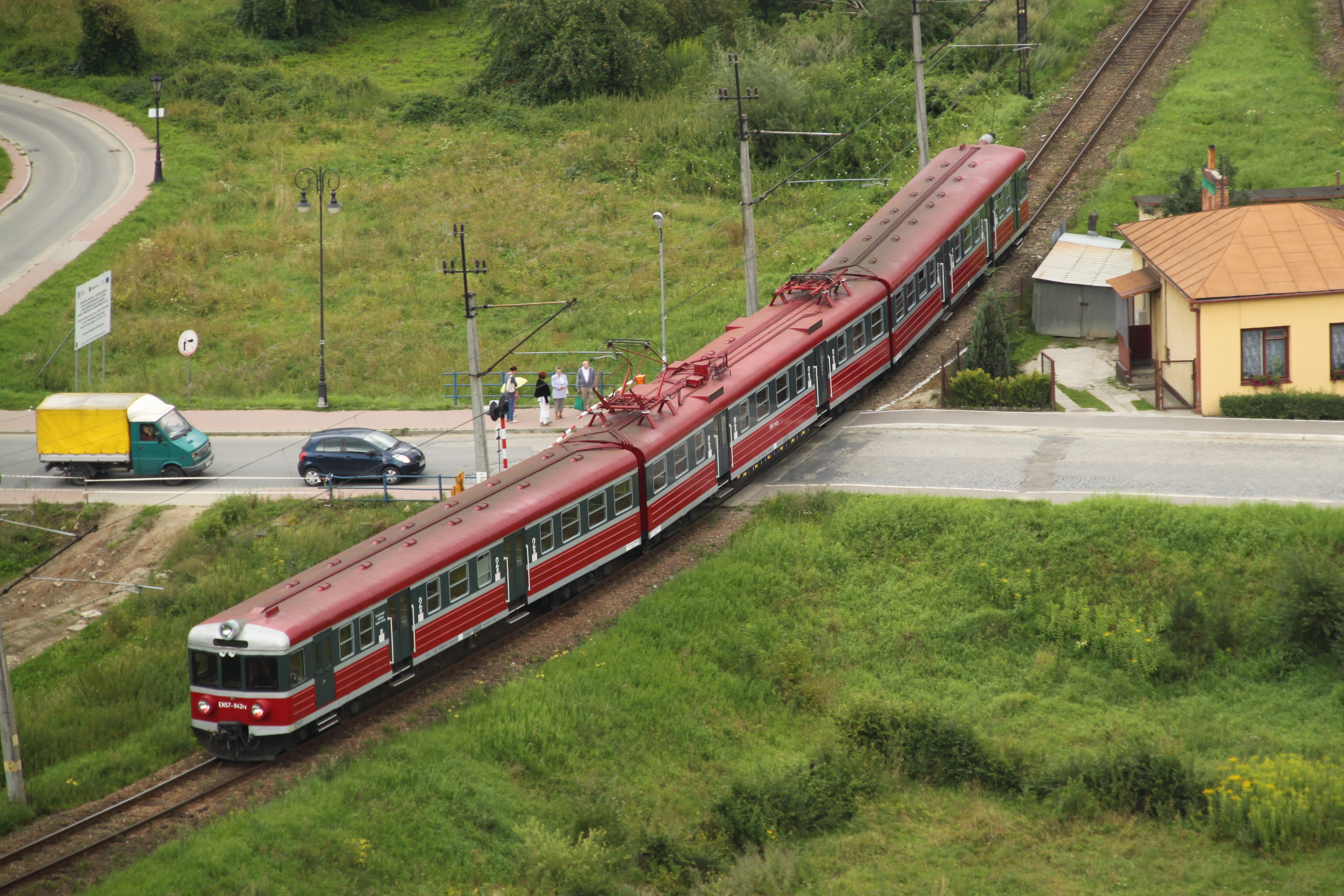
EN57-942
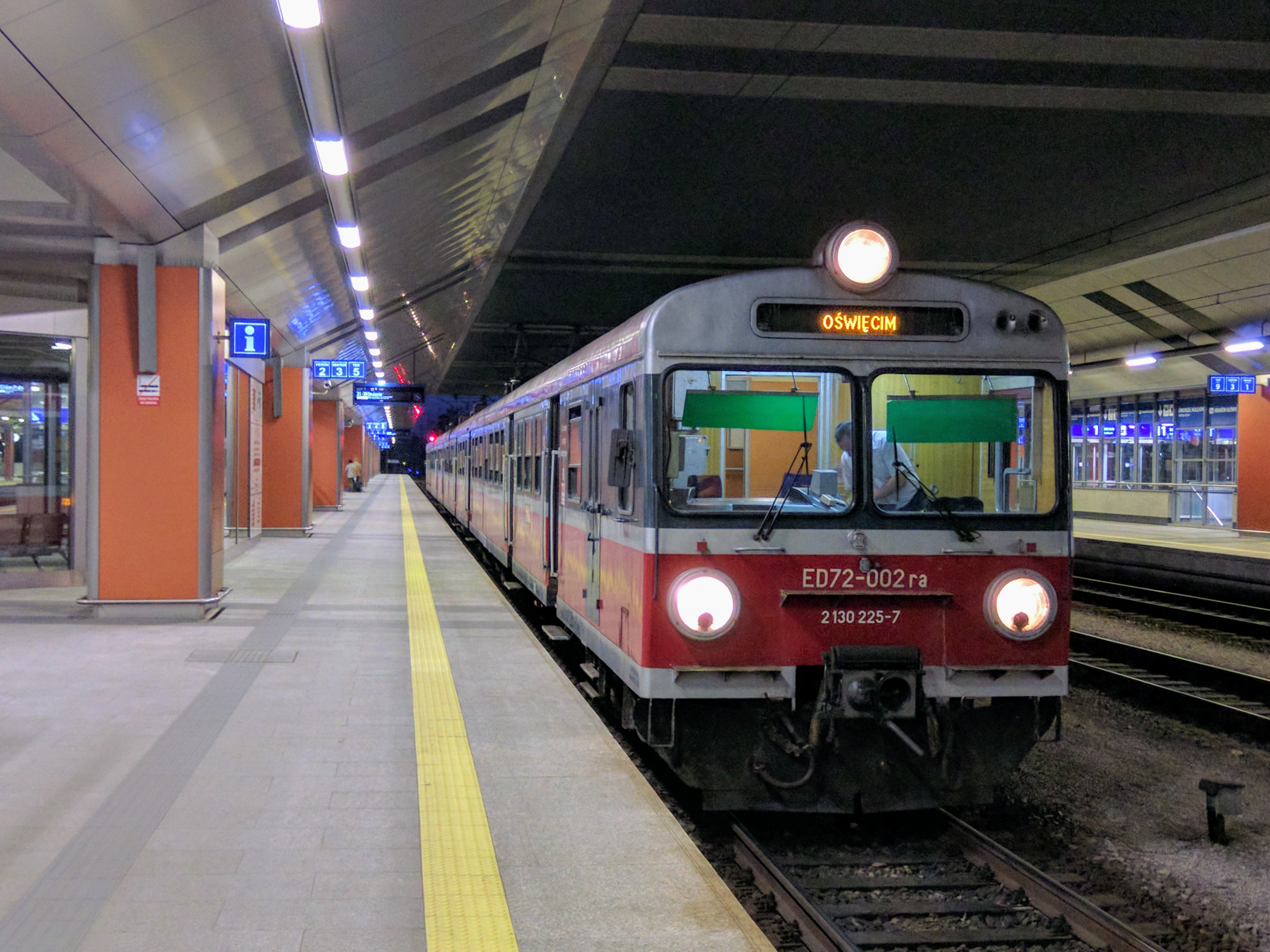
ED72-002 на станції Краків-Головний
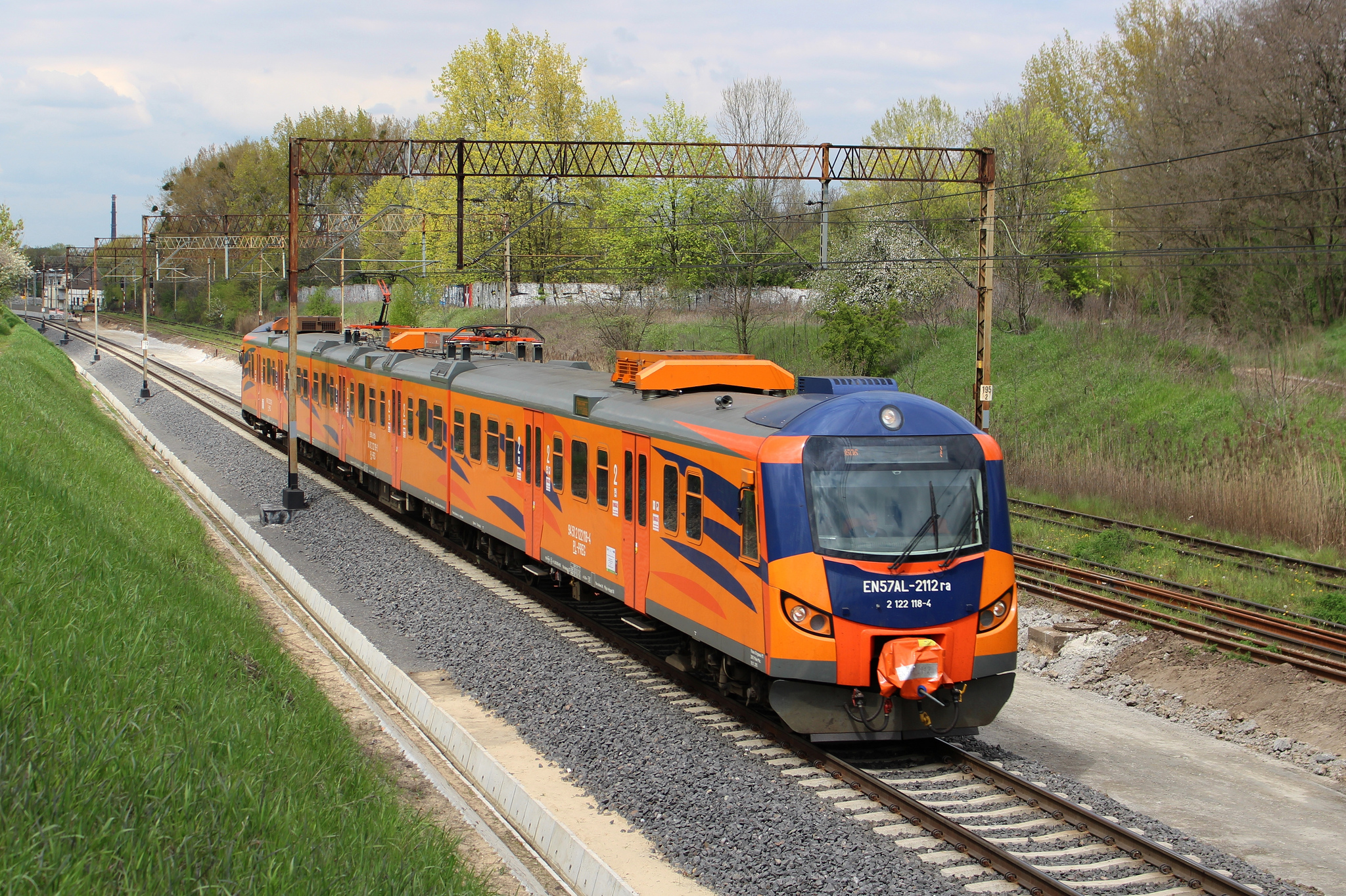
EN57AL-2112
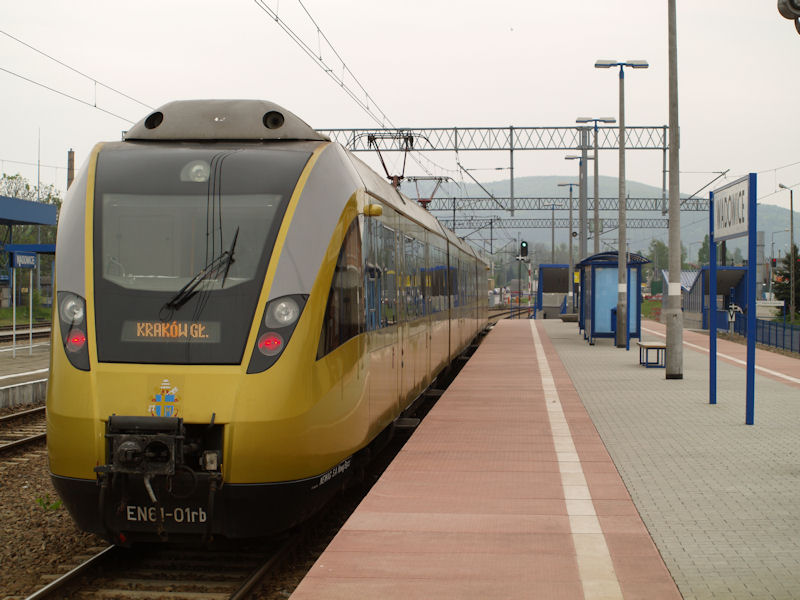
Папський поїзд
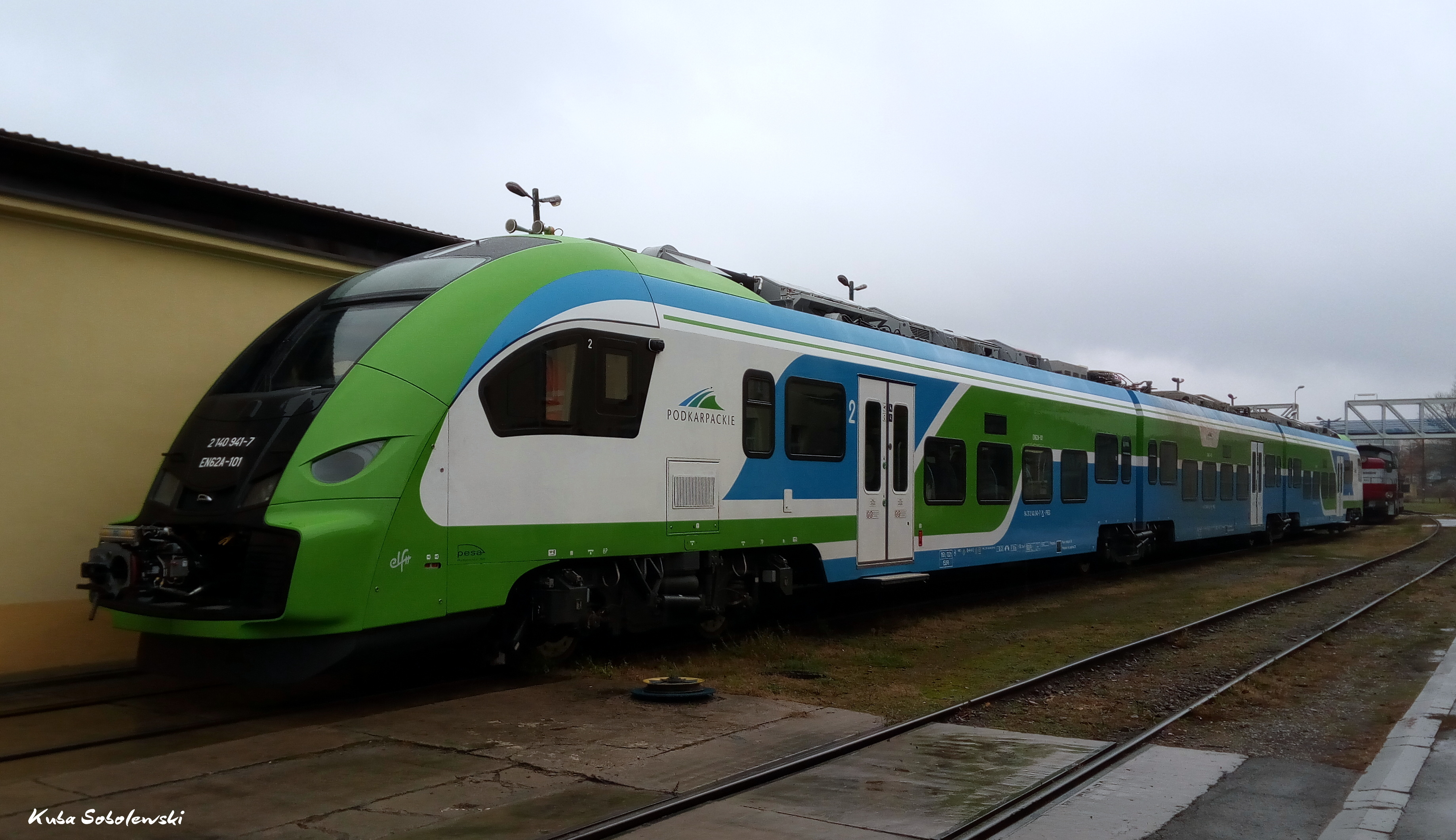
EN62A-101
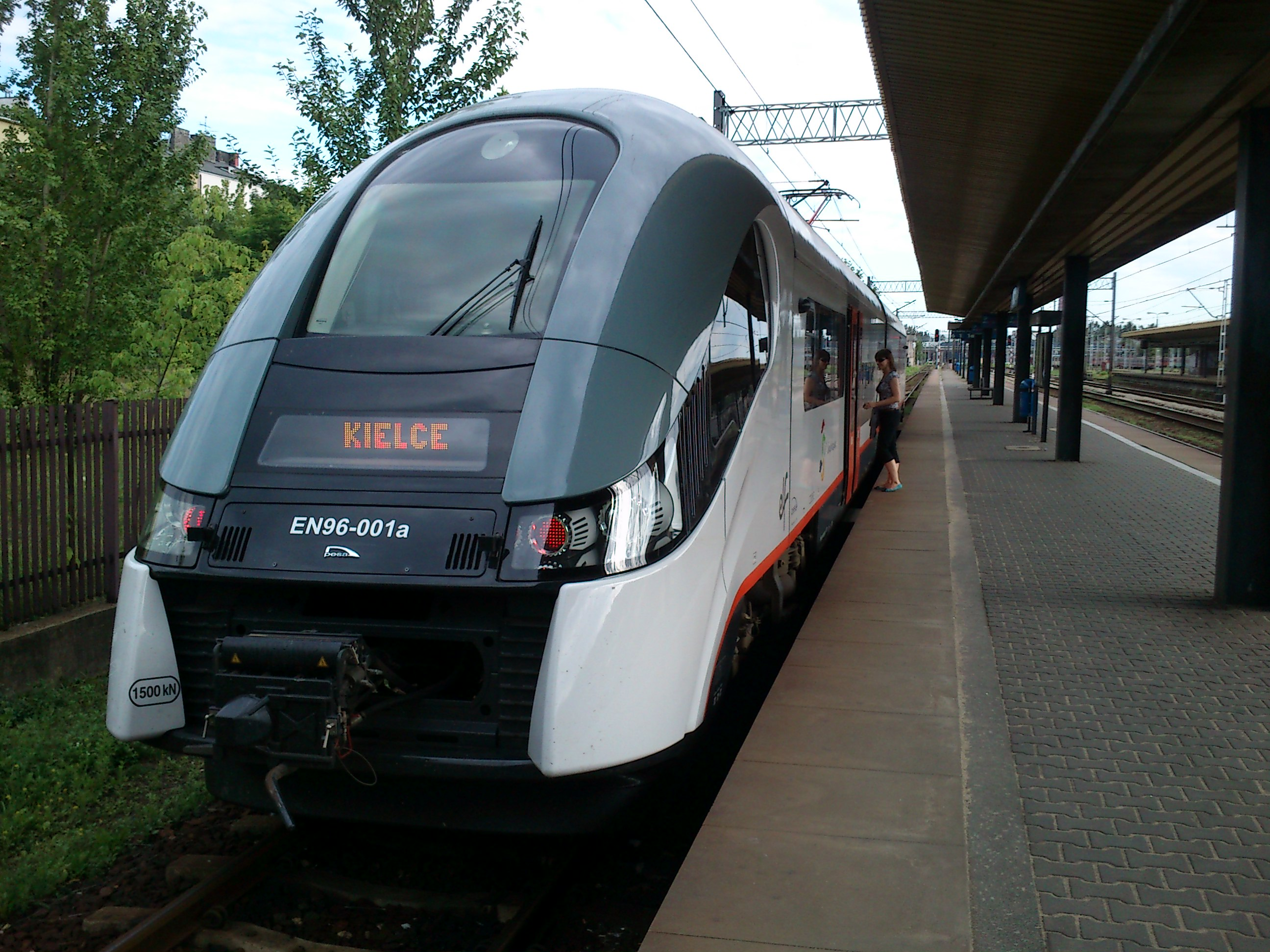
EN96-001
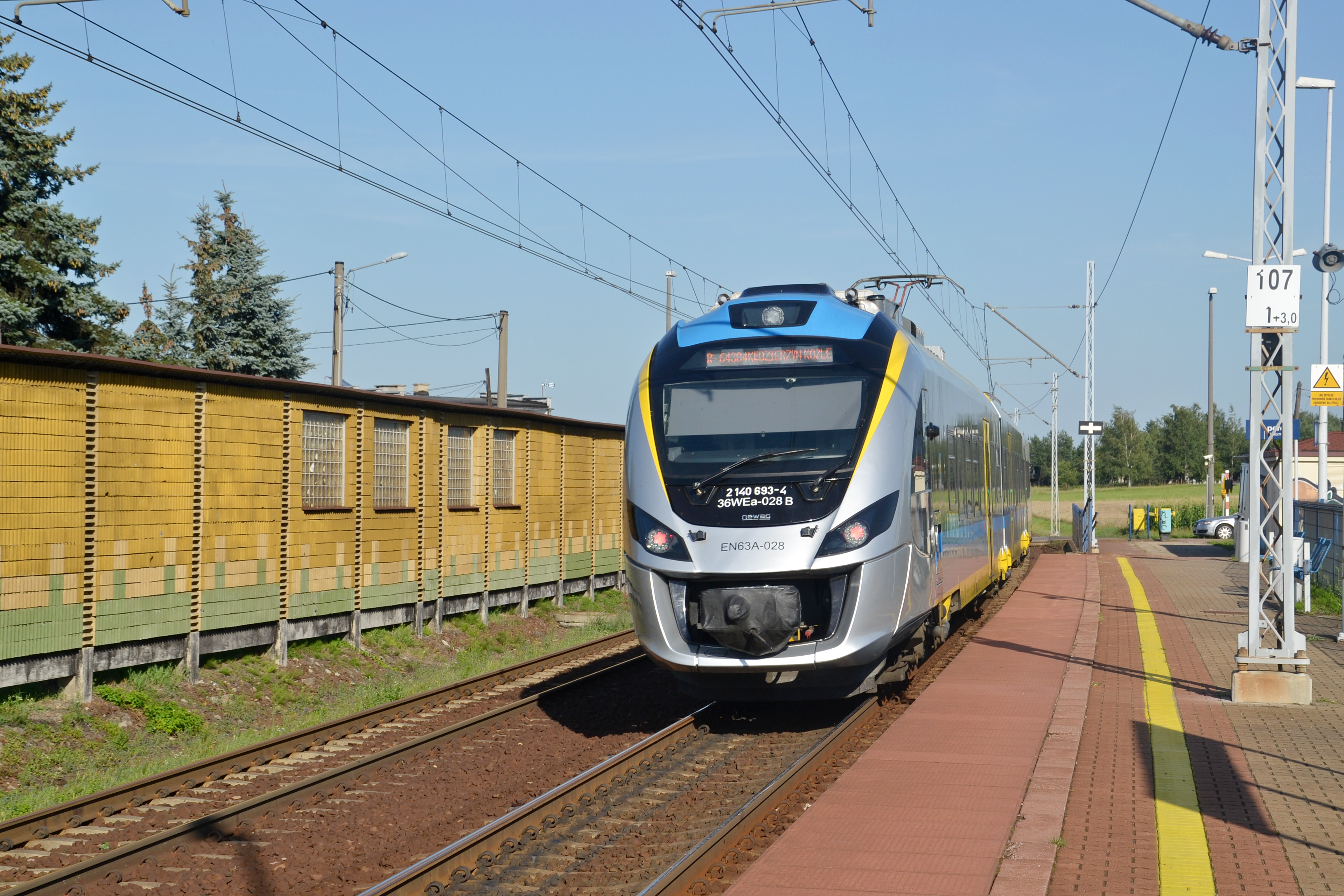
EN63A-028
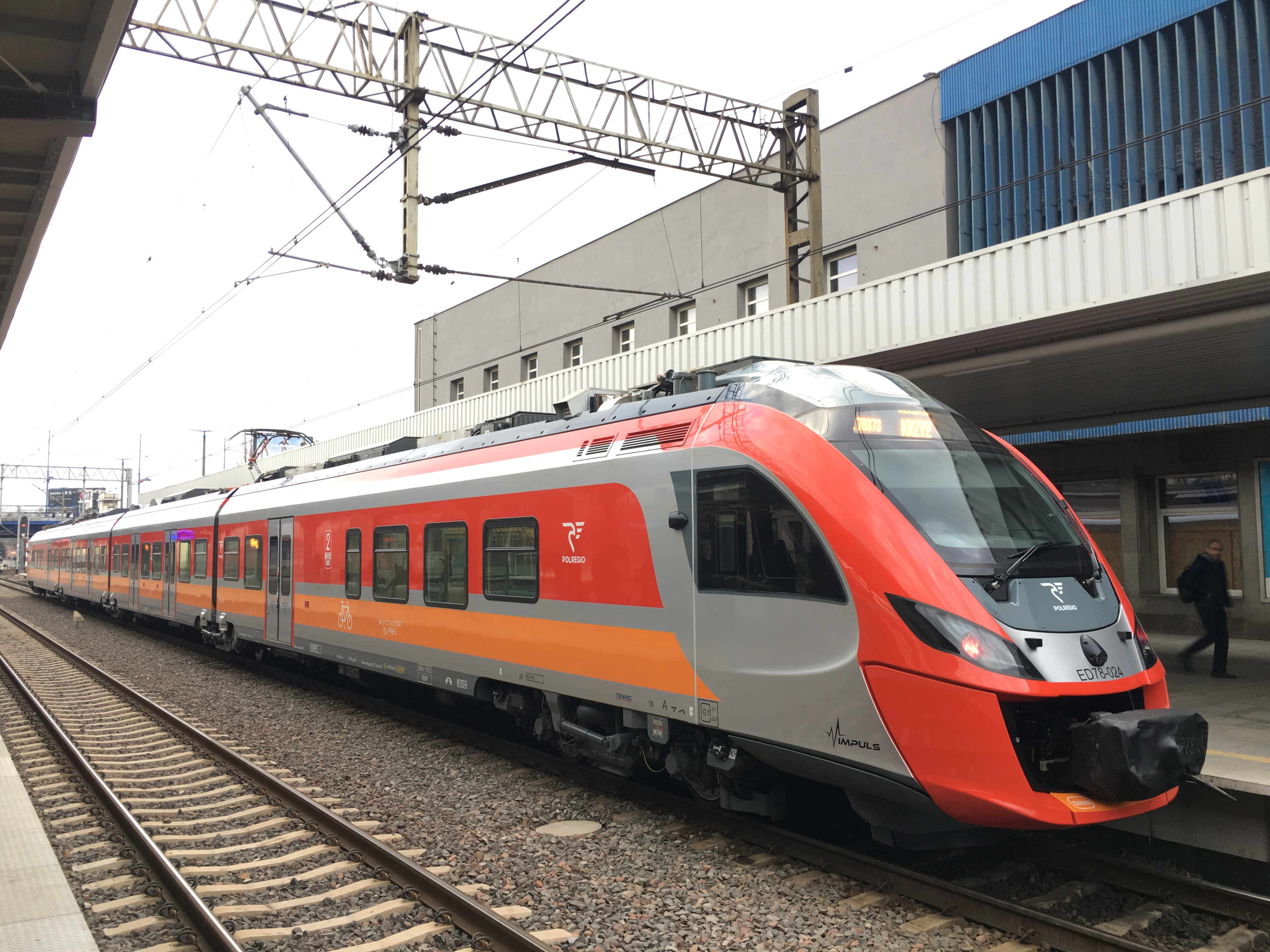
ED78-024

### Дизельні мотоблоки та залізничні автобуси
(станом на 4 квітня 2018)
| Клас      | Кількість вагонів | Максимальна швидкість | Виробник        | Кількість |
| --------- | ----------------- | --------------------- | --------------- | --------- |
| SA101/121 | 2                 | 90 км/год             | ZNTK Poznań     | 1         |
| SA102/111 | 3                 | 90 км/год             | ZNTK Poznań     | 2         |
| SA103     | 1                 | 120 км/год            | Pesa            | 13        |
| SA105     | 1                 | 100 км/год            | ZNTK Poznań     | 6         |
| SA106     | 1                 | 120 км/год            | Pesa            | 5         |
| SA107     | 1                 | 100 км/год            | Kolzam Racibórz | 2         |
| SA108     | 2                 | 100 км/год            | ZNTK Poznań     | 6         |
| SA109     | 2                 | 100 км/год            | Kolzam Racibórz | 7         |
| SA131     | 2                 | 120 км/год            | Pesa            | 1         |
| SA132     | 2                 | 120 км/год            | Pesa            | 3         |
| SA133     | 2                 | 120 км/год            | Pesa            | 24        |
| SA134     | 2                 | 120 км/год            | Pesa, ZNTK MM   | 17        |
| SA135     | 1                 | 120 км/год            | Pesa, ZNTK MM   | 8         |
| SA136     | 3                 | 120 км/год            | Pesa            | 12        |
| SA137     | 2                 | 120 км/год            | Newag           | 7         |
| SA138     | 3                 | 120 км/год            | Newag           | 3         |
| SA139     | 2                 | 120 км/год            | Pesa            | 11        |
| SA140     | 2                 | 130 км/год            | Newag           | 2         |
| Всього    | Всього            | Всього                | Всього          | 130       |

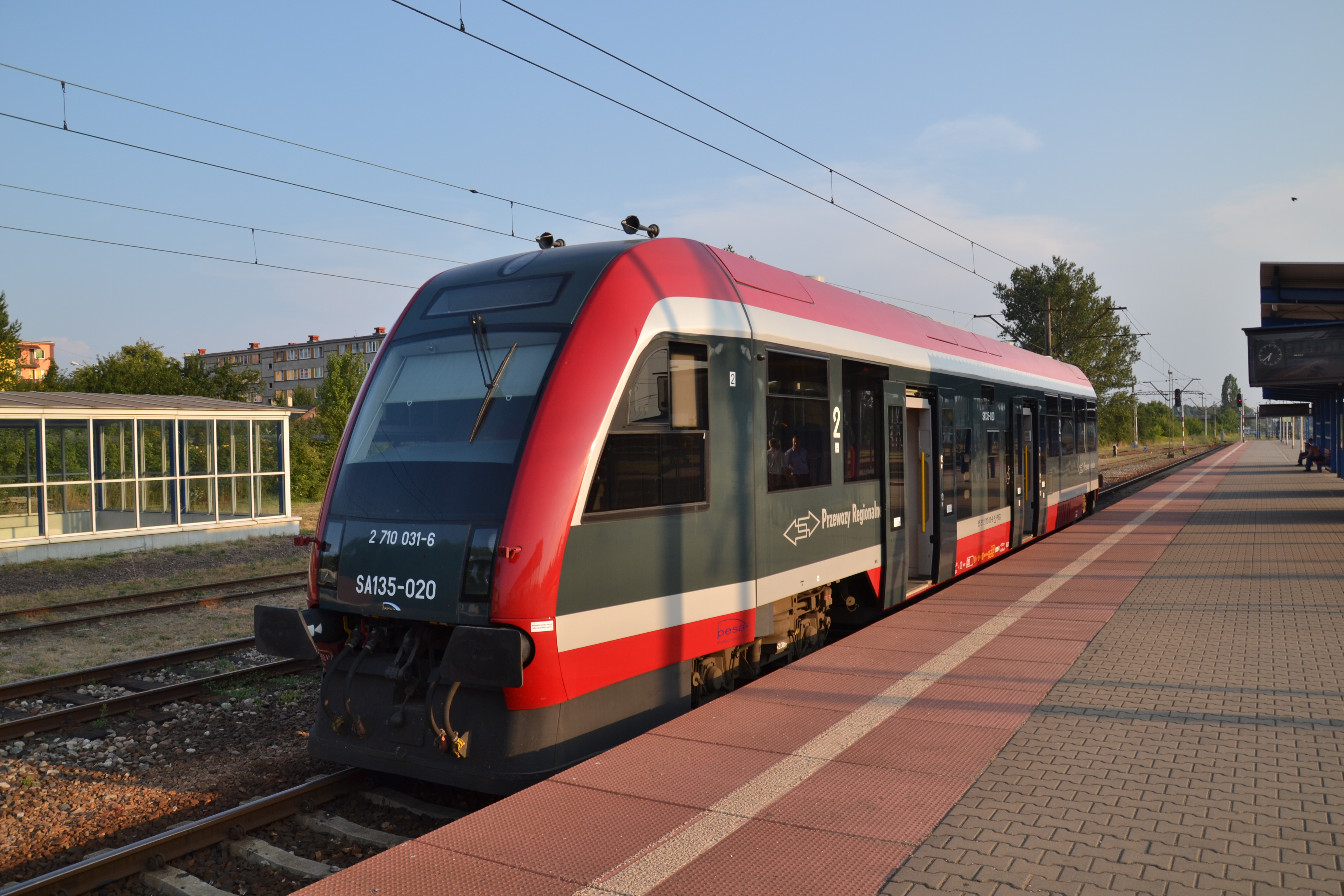
SA135-020 на станції Колушкі
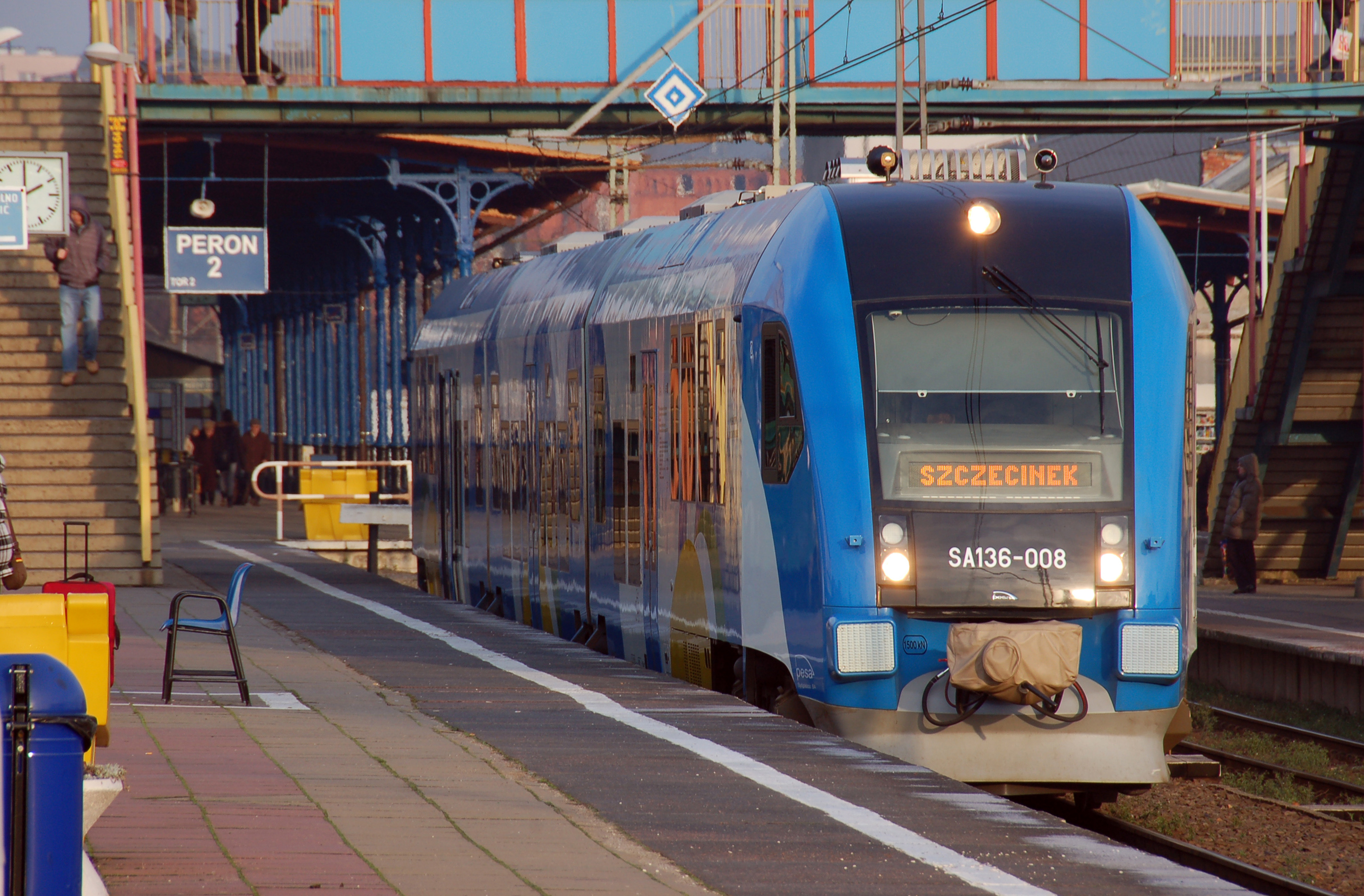
SA136-008
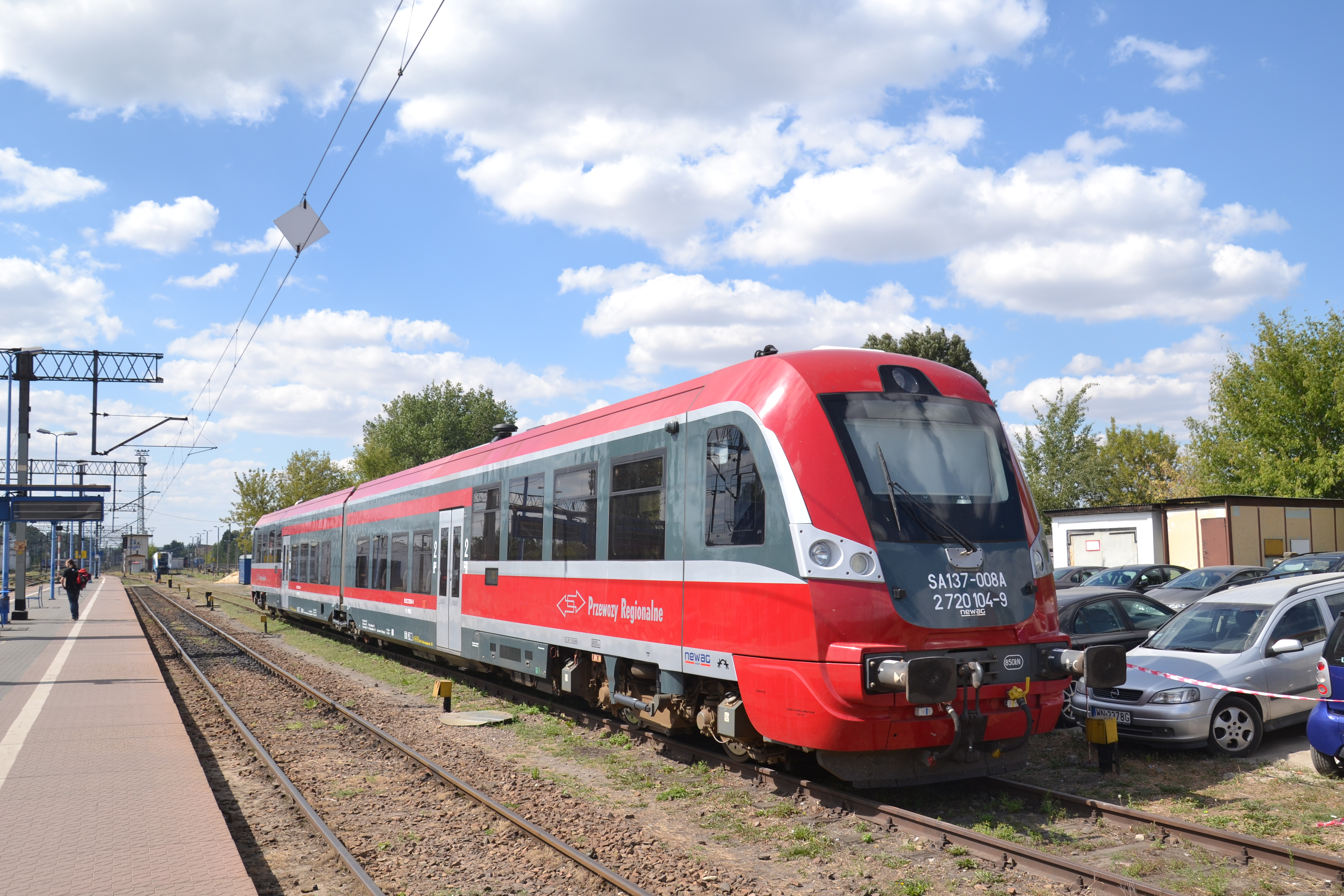
SA137-008
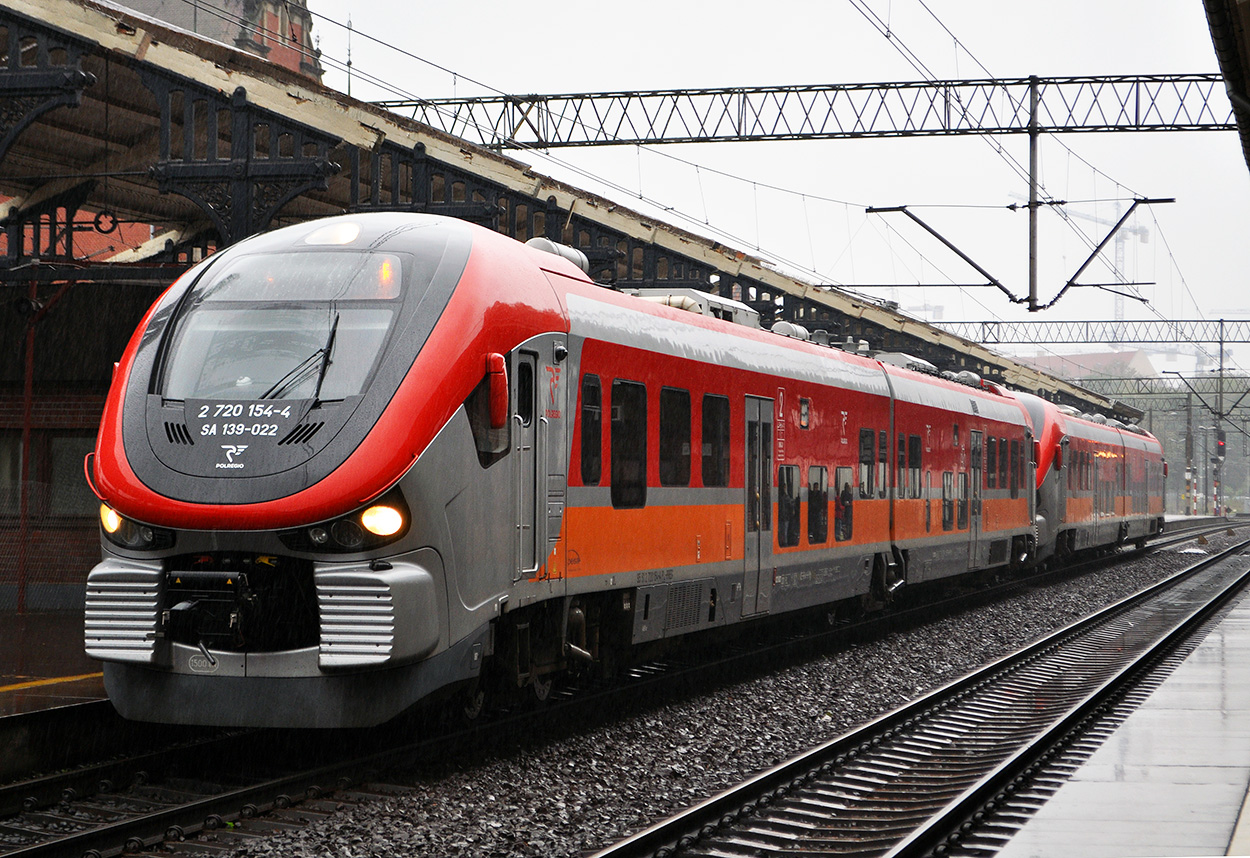
SA139-022 та 023

### Електропоїзди
(станом на 24 лютого 2018 r.)
| Клас   | Максимальна швидкість | Виробник        | Модернизатор | Власник                 | Кількість |
| ------ | --------------------- | --------------- | ------------ | ----------------------- | --------- |
| EP07P  | 125 км/год            | Pafawag Wrocław | ZNLE Gliwice | Регіональний Перевізник | 5         |
| EP07   | 125 км/год            | Pafawag Wrocław |              | Регіональний Перевізник | 1         |
| EU07   | 125 км/год            | Pafawag Wrocław |              | ПКП Карго               | 1         |
| EU07   | 125 км/год            | Pafawag Wrocław |              | Регіональний Перевізник | 5         |
| Всього | Всього                | Всього          | Всього       | Всього                  | 12        |

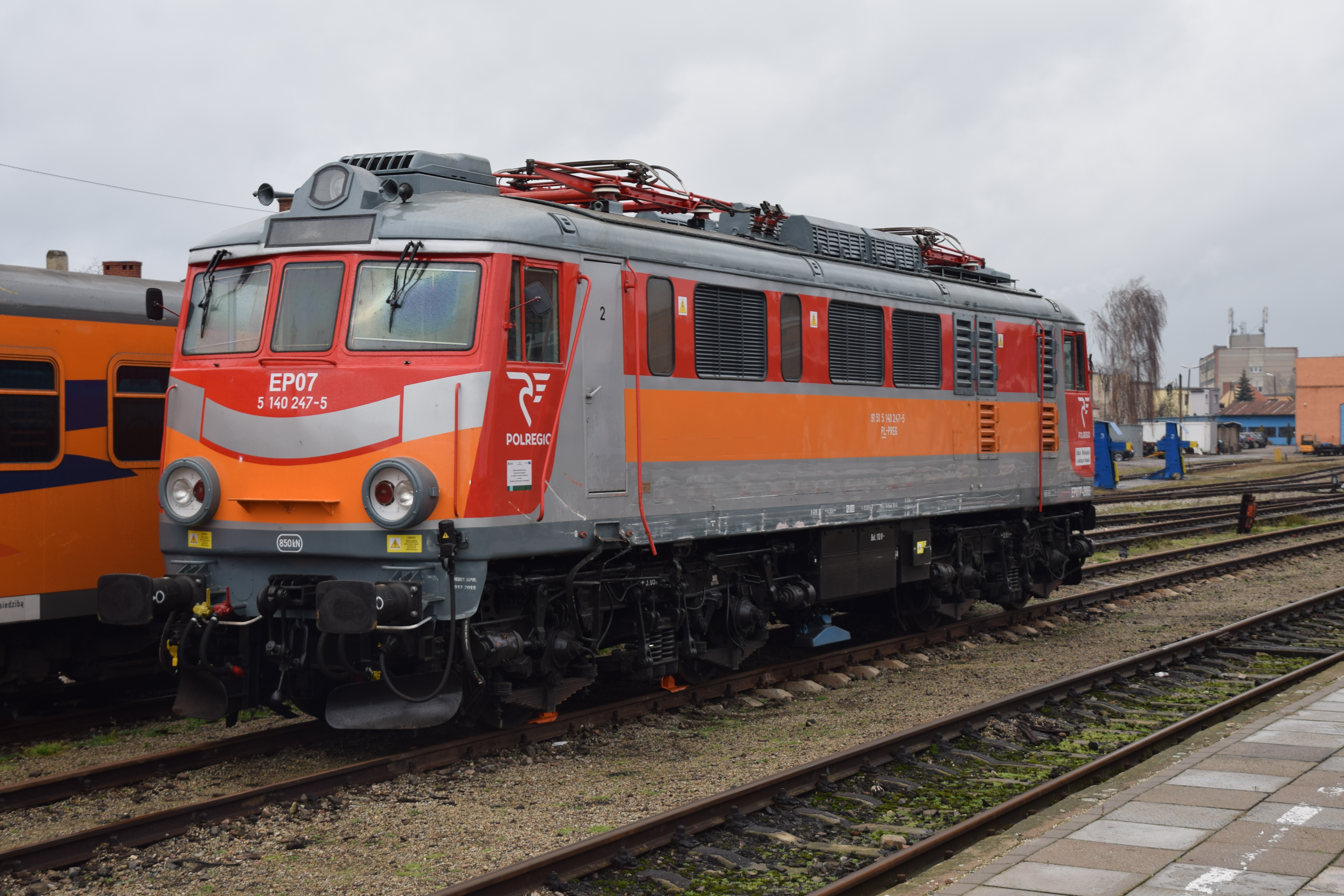
EP07P-2003 придбаний у фірмі PKP Intercity, що в даний час знаходиться у Регіонального Перевізника
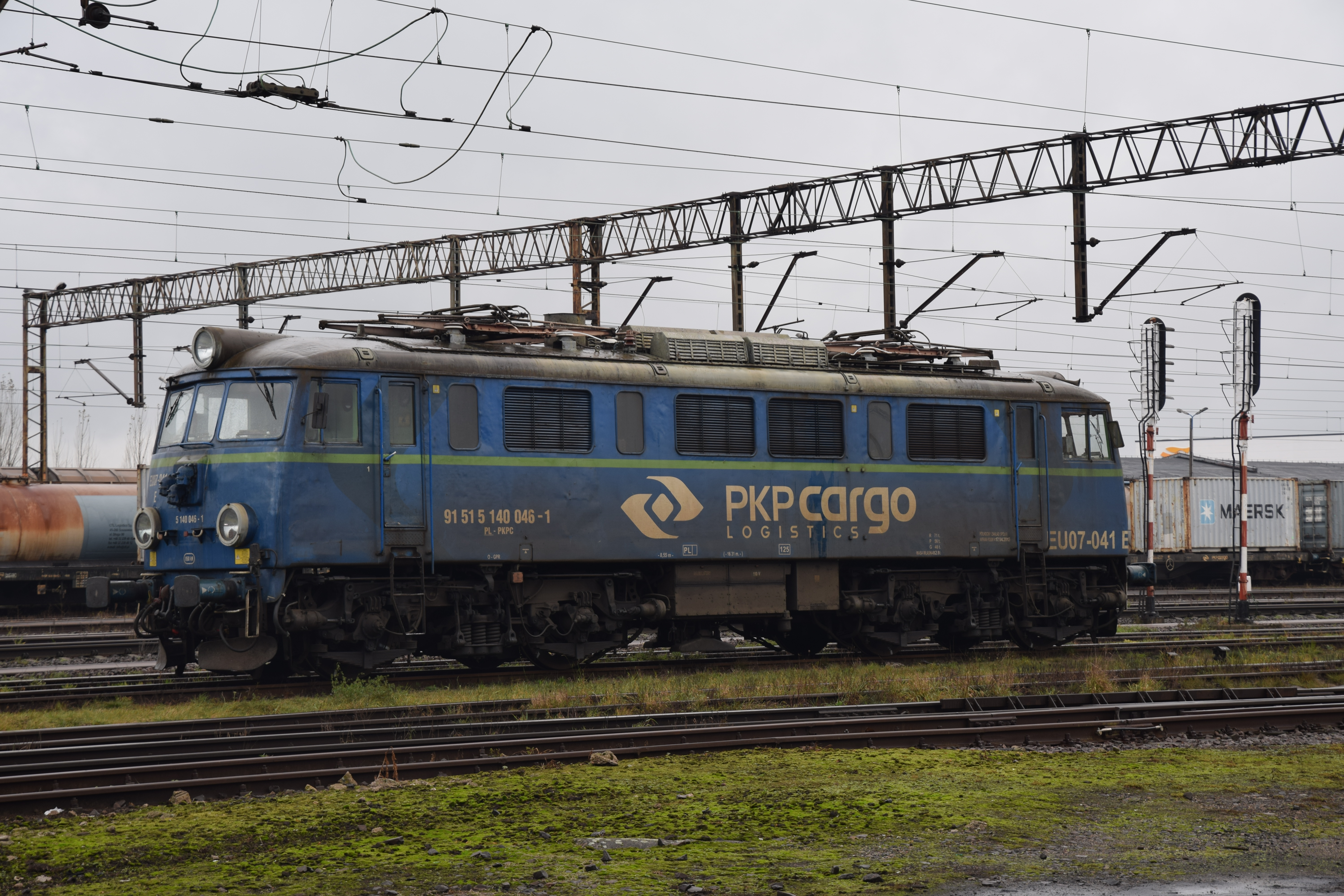
EU07-041 орендований у ПКП Карго
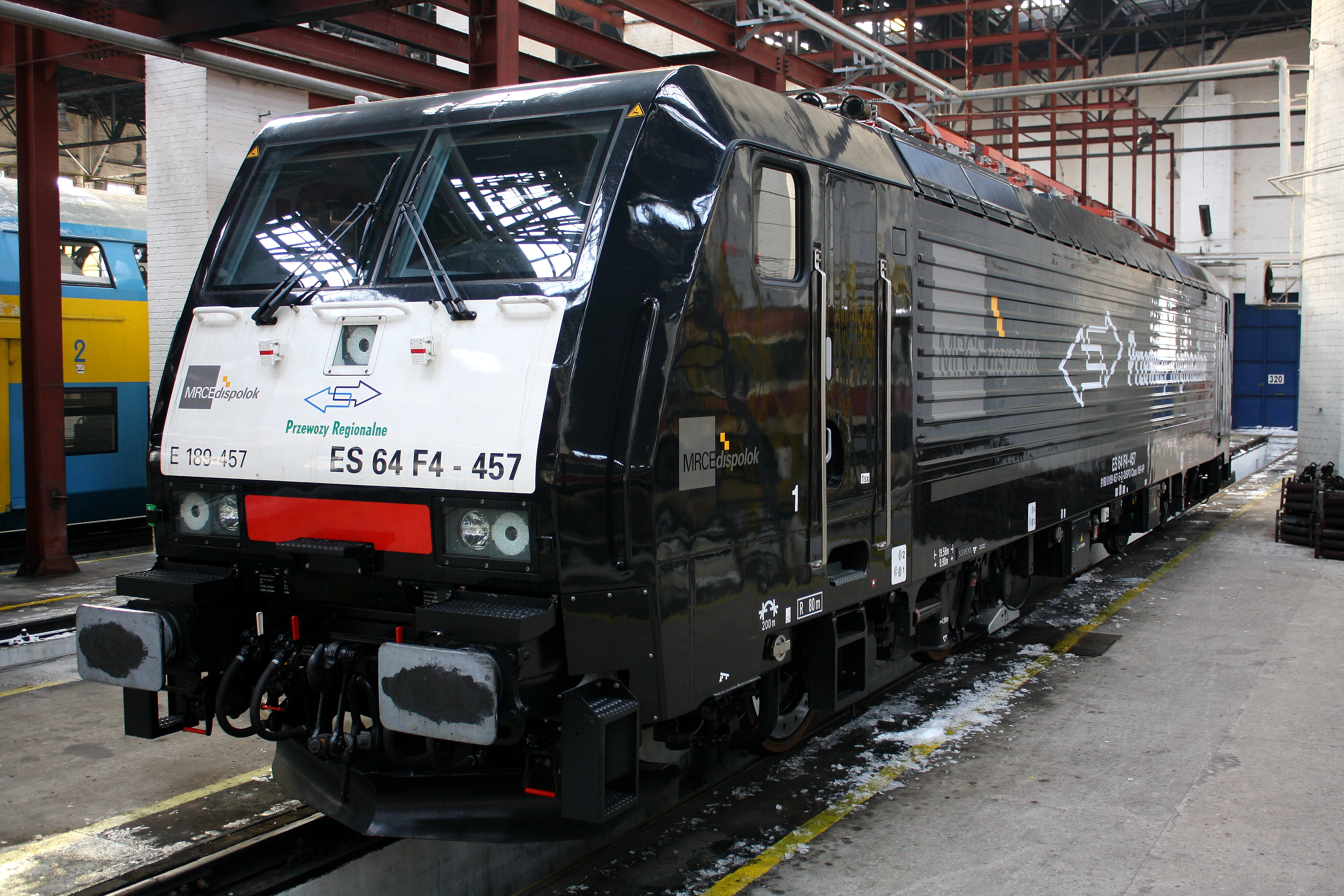
E189 під час випробувань
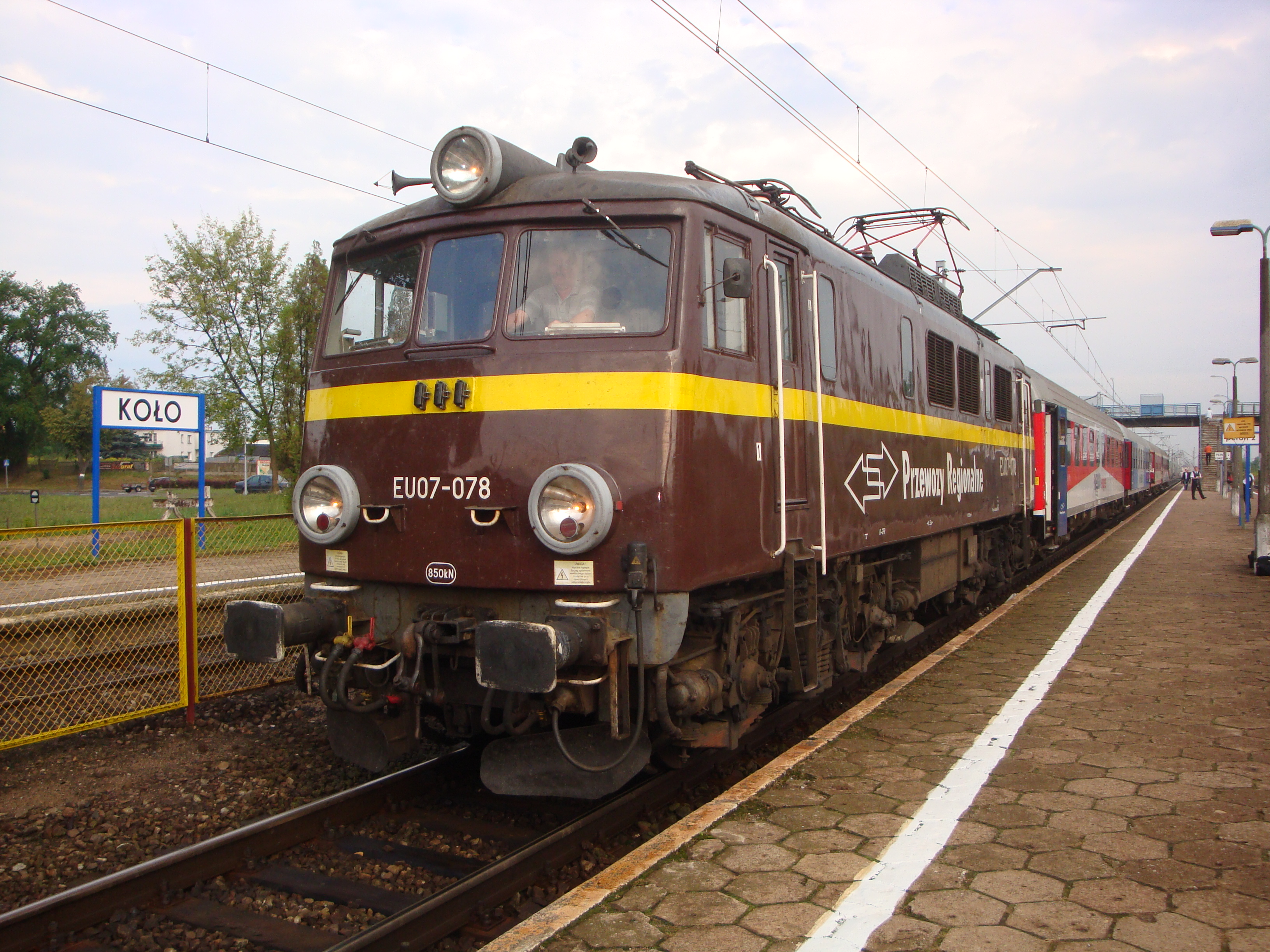
EU07-078 використовуваний у 2012-2016

### Тепловоз
(станом на 26 лютого 2018)
| Клас   | Максимальна швидкість | Виробник        | Модернизатор   | Власник                 | Кількість |
| ------ | --------------------- | --------------- | -------------- | ----------------------- | --------- |
| SM42   | 90 км/год             | Fablok Chrzanów |                | Регіональний Перевізник | 15        |
| SU42   | 90 км/год             | Fablok Chrzanów | ZNTK Nowy Sącz | Регіональний Перевізник | 20        |
| SU45   | 120 км/год            | HCP Poznań      |                | Регіональний Перевізник | 8         |
| SP32   | 100 км/год            | FAUR Bukareszt  |                | Регіональний Перевізник | 12        |
| SM04   | 30 км/год             | Zastal          |                | Регіональний Перевізник | 5         |
| Всього | Всього                | Всього          | Всього         | Всього                  | 60        |

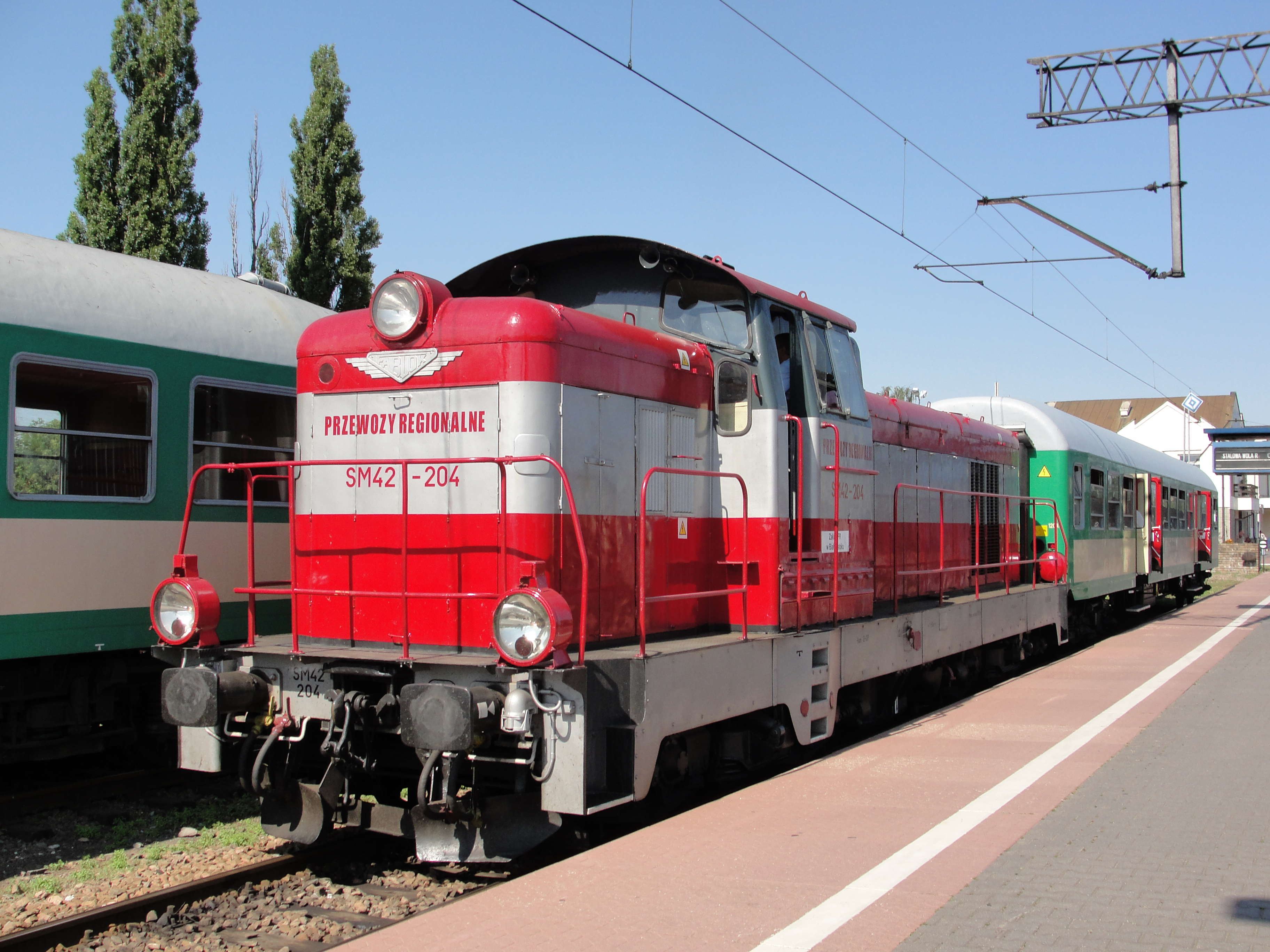
SM42-204
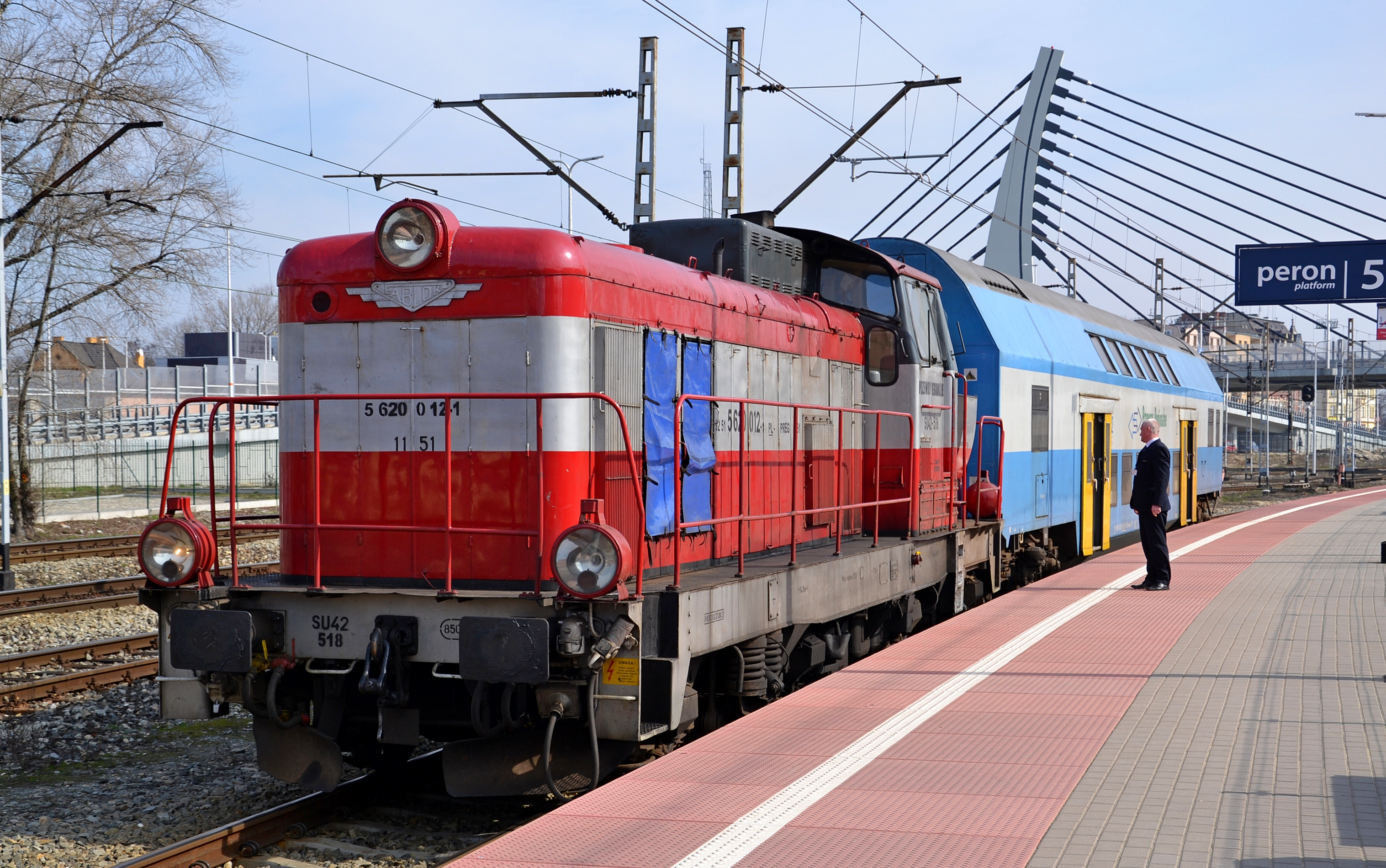
SU42 та вагон Bmnopux
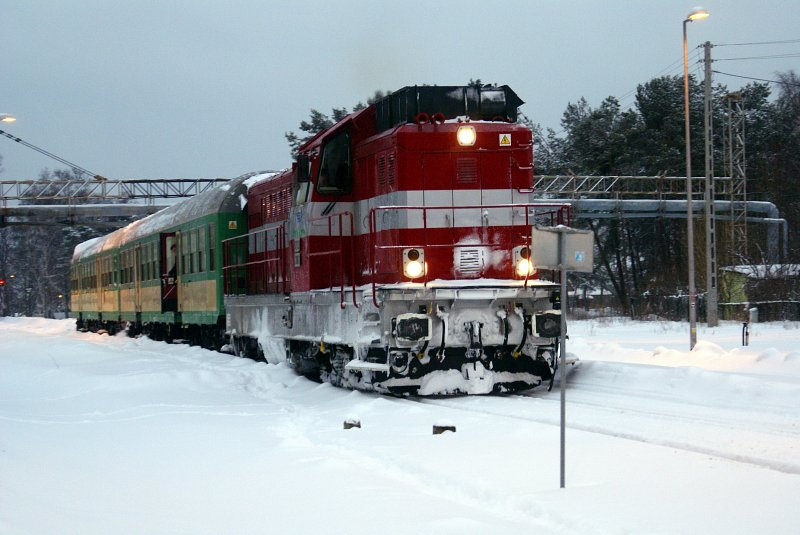
SP32-206 на станції Гель
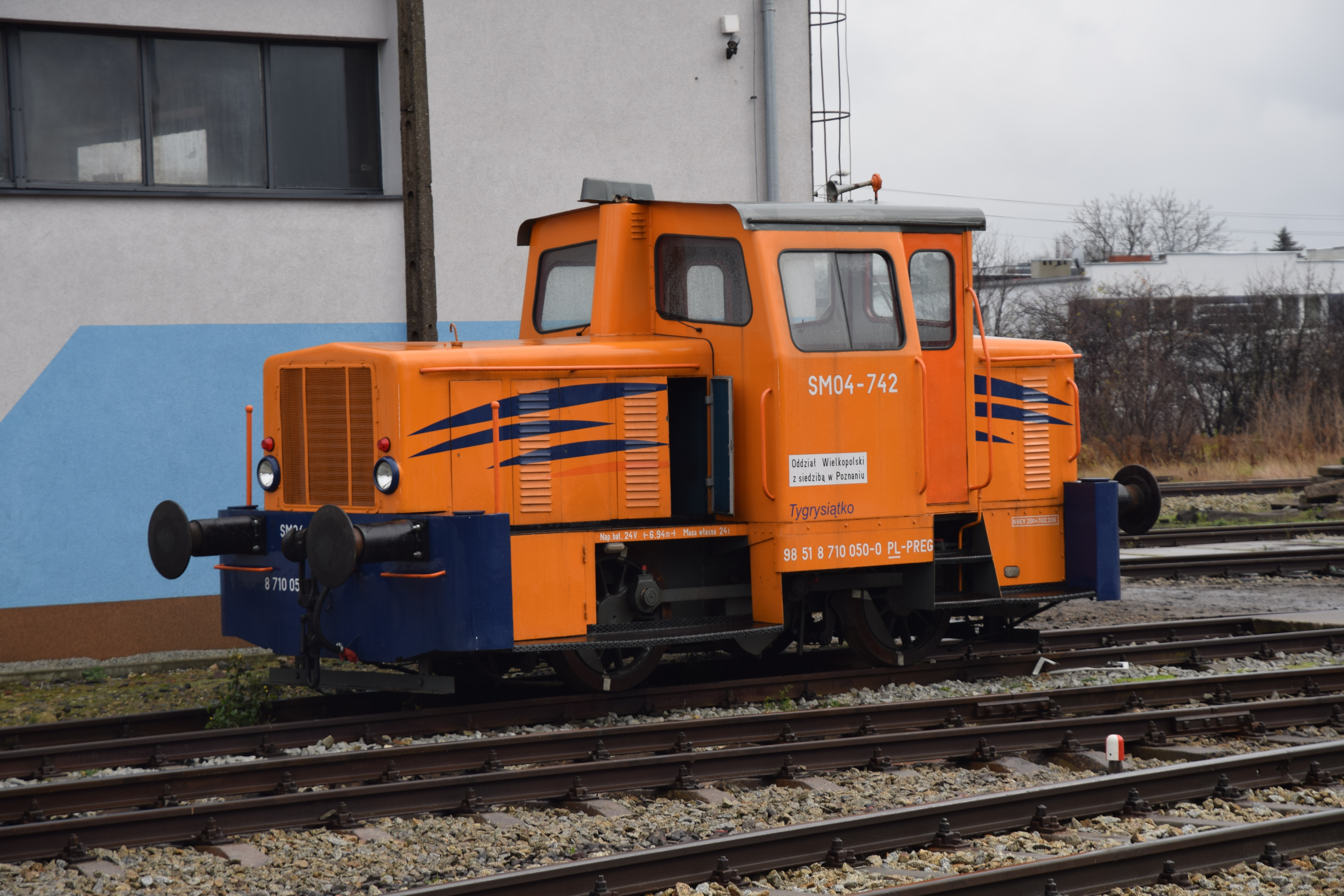
SM04-742

### Активні вагони
(станом 8 квітня 2018)
| Клас       | Кількість місць | Максимальна швидкість | Виробник          | Модернизатор | Кількість |
| ---------- | --------------- | --------------------- | ----------------- | ------------ | --------- |
| 120A       | 24+40+24        | 120 км/год            | Pafawag Wrocław   |              | 9         |
| Bhp (Bipa) | 80-90           | 120 км/год            | Waggonbau Görlitz |              | 8         |
| Bmnopux    | 132             | 120 км/год            | Waggonbau Görlitz | Pesa         | 18        |
| 161A       | 50              | 160 км/год            | HCP Poznań        | Pesa         | 5         |
| 162A       | 78              | 160 км/год            | HCP Poznań        | Pesa         | 6         |
| 163A       | 15+54           | 160 км/год            | HCP Poznań        | Pesa         | 5         |
| 113Aa      | b.d.            | 160 км/год            | HCP Poznań        | Pesa         | 2         |
| Всього     | Всього          | Всього                | Всього            | Всього       | 53        |

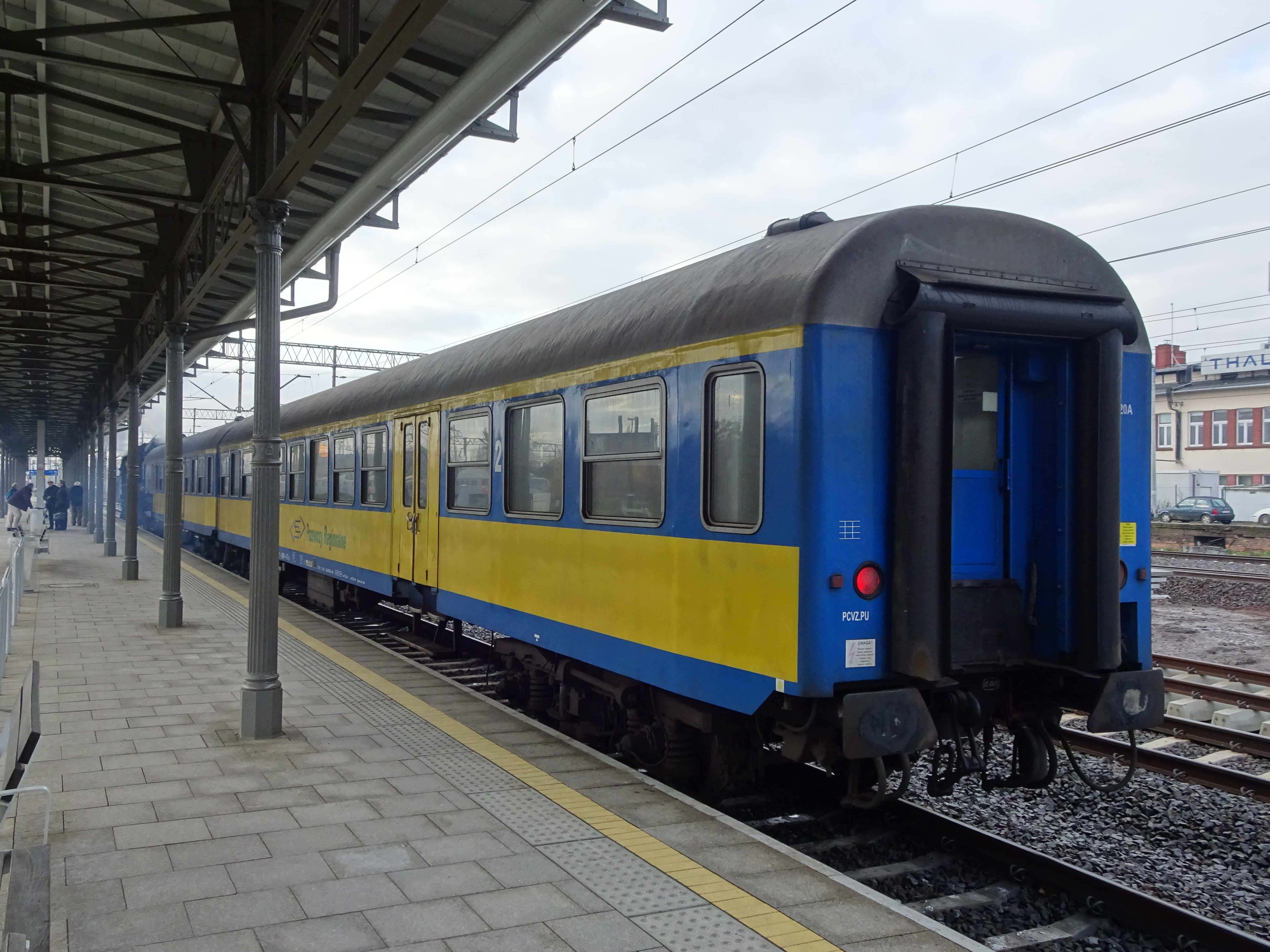
120A
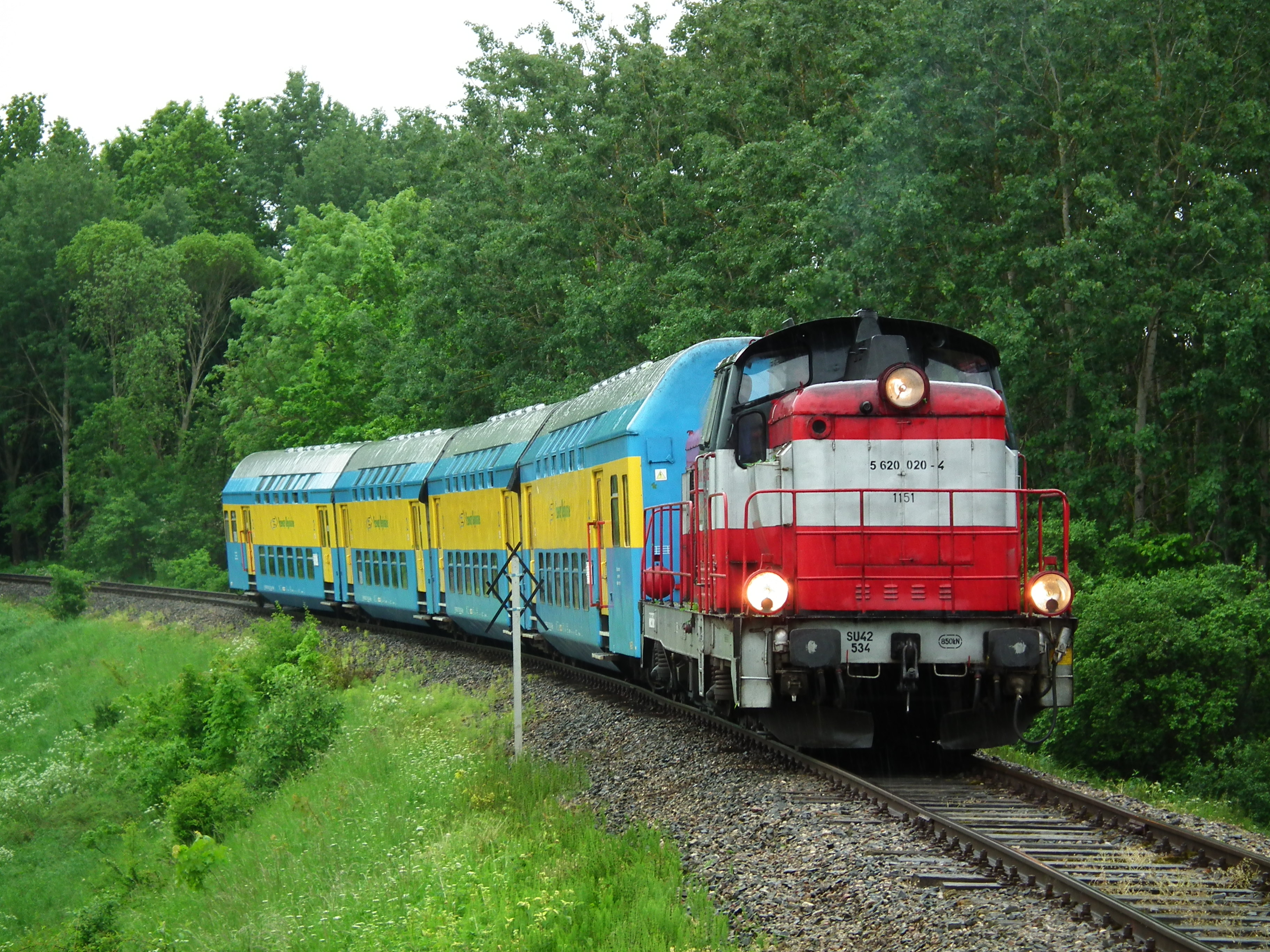
SU42 та вагони Bhp
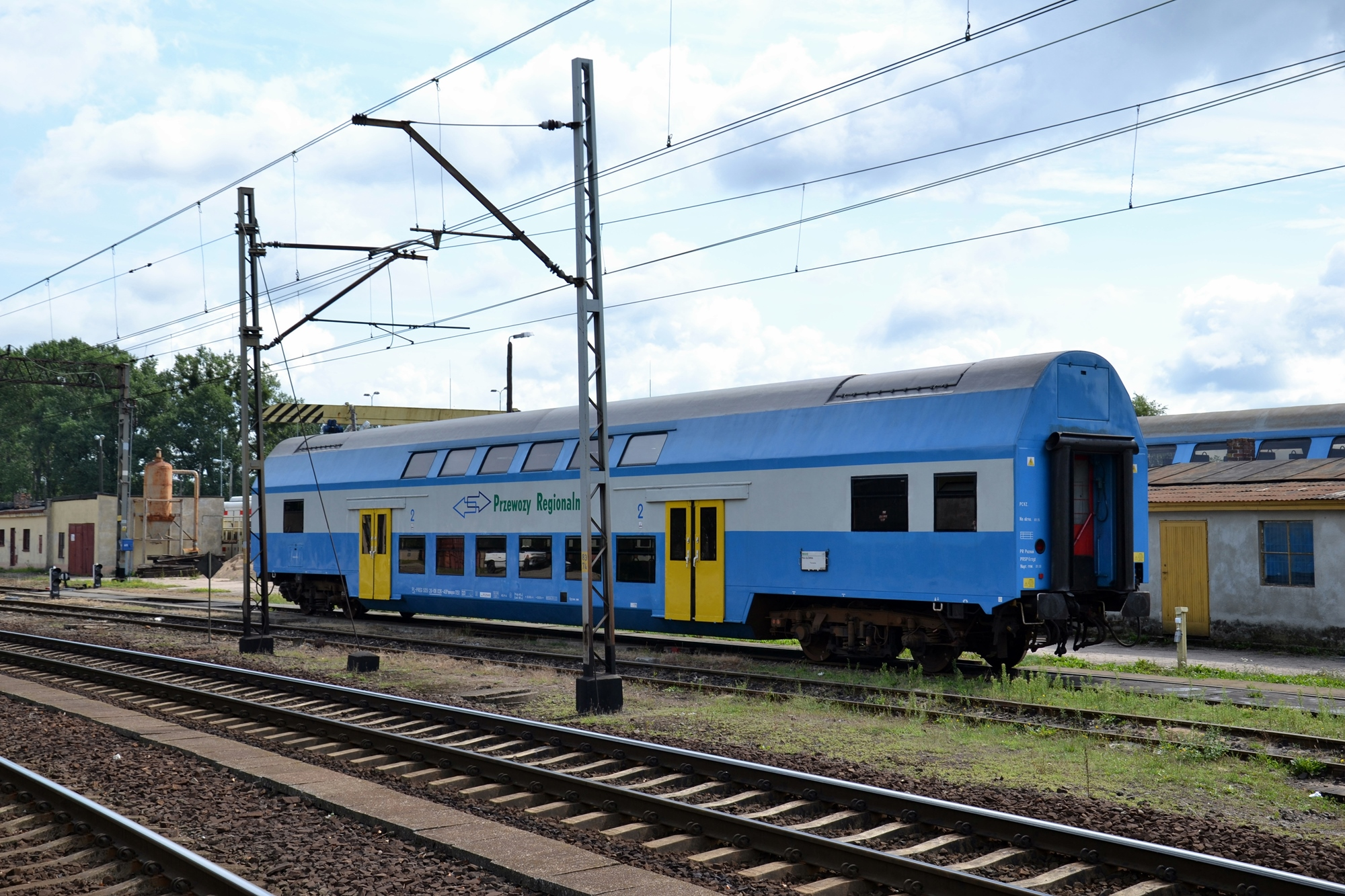
Bmnopux після ревізійного ремонту в PRST Krzyż Wielkopolski
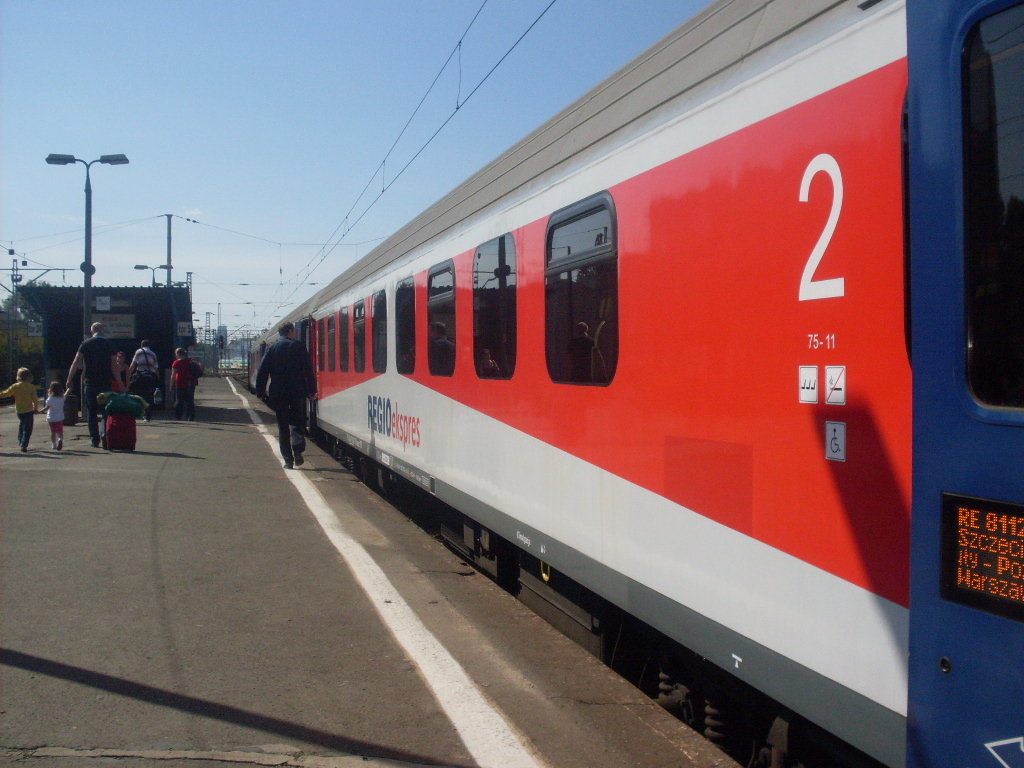
Вагон 161A REGIOekspres